# Caenolestidae
Los cenoléstidos (Caenolestidae) son una familia de marsupiales ameridelfios que incluye las únicas especies actuales de paucituberculados, los ratones runchos o zarigüeyas-musaraña, además de algunos géneros de los que sólo se conservan evidencias fósiles.
Estos raros marsupiales pueblan numerosos ecosistemas de los Andes, en la costa americana del Pacífico. 
Son animales de pequeño tamaño, delgados, que por su aspecto recuerdan a las musarañas. 
El cuerpo está cubierto por denso pelo gris o pardo grisáceo. 
| Fórmula dentaria |     |    |   |    |   |    |   |
| i:               | 4   | c: | 1 | p: | 3 | m: | 4 |
| i:               | 3-4 | c: | 1 | p: | 3 | m: | 4 |

El cráneo es redondeado, el arco cigomático débil y el rostro largo y cónico. 
La boca está armada con afilados dientes. La mandíbula inferior está armada con dos poderosos primeros incisivos seguidos de otros de tamaño normal. En la superior, cada grupo de dientes está separado por un corto espacio intermandibular. El margen del labio superior está interrumpido por un pliegue de la piel característico.
Los ojos son pequeños, redondos, brillantes y oscuros. 
Están dotados de una larga cola no prensil.
Aunque los datos disponibles acerca de las especies que integran la familia son escasos, se piensa que son básicamente insectívoros, si bien, hay constancia de que, ayudados por sus incisivos inferiores, pueden matar pequeños mamíferos como crías de roedores para alimentarse de ellos.

## Subfamilia Caenolestinae

### GéneroCaenolestes
- Autor: Thomas, 1895
- Nombre vernáculo: Ratones runchos comunes
- Especies:
  - C. caniventer - Anthony, 1921
  - C. condorensis - Albuja y Patterson, 1996
  - C. convelatus - Anthony, 1924
  - C. fuliginosus - Tomes, 1863

### GéneroLestoros
- Autor: Oehser, 1934
- Nombre vernáculo: Ratón runcho andino
- Especies:
  - L. inca - (Thomas, 1917)

### GéneroPseudhalmarhiphus
- Autor: (Ameghino, 1903)
- Observaciones:
- Especies:
  - P. guaraniticus
    - Autor: (Ameghino, 1903)
    - Registro fósil: Oligoceno superior;  Argentina

### GéneroRhyncholestes
- Autor: Osgood, 1924
- Nombre vernáculo: Ratón runcho chileno
- Especies:
  - R. raphanurus - Osgood, 1924

### GéneroStilotherium
- Autor: Ameghino, 1887
- Observaciones:
- Especies:
  - S. dissimile
    - Autor:
    - Registro fósil: Mioceno tardío,  Argentina

  - S. grandis
    - Autor:
    - Registro fósil: Mioceno,  Argentina

## Subfamilia Pichipilinae

### GéneroPhonocdromus
- Autor: Ameghino, 1894
- Observaciones:
- Especies:
  - P. gracilis
    - Autor:
    - Registro fósil: Mioceno tardío;  Argentina

  - P. patagonicus
    - Autor:
    - Registro fósil: Mioceno tardío;  Argentina

### GéneroPichipilus
- Autor: Ameghino, 1890
- Observaciones:
- Especies:
  - P. centinelus
    - Autor:
    - Registro fósil: Mioceno; Provincia de Santa Cruz,  Argentina

  - P. exilis
    - Autor:
    - Registro fósil: Mioceno;  Argentina

  - P. halleuxi
    - Autor:
    - Registro fósil:

  - P. osborni
    - Autor:
    - Registro fósil: Mioceno; Provincia de Santa Cruz,  Argentina

  - P. rigsii
    - Autor:
    - Registro fósil:

### GéneroPliolestes
- Autor: Reig, 1955
- Observaciones:
- Especies:
  - P. tripotamicus
    - Autor:
    - Registro fósil: Mioceno; Provincia de Buenos Aires,  Argentina